# Ischioscia quadrispinis
Ischioscia quadrispinis là một loài chân đều trong họ Philosciidae. Loài này được Leistikow miêu tả khoa học năm 2000.